# Port Orange
Port Orange – miasto w Stanach Zjednoczonych, w stanie Floryda, w hrabstwie Volusia.